# Ерік Єндрішек
Ерік Єндрішек (словац. Erik Jendrišek, * 26 жовтня 1986, Трстена, Жилінський край, Словаччина) — словацький футболіст, нападник «Шальке 04» та національної збірної Словаччини.

## Життєпис

### Клубна кар'єра
Ерік Єндрішек розпочав свої футбольні кроки в місцевій команді села-обци Трстена, окреси Тврдошін, його запримітили словацькі футбольні скаути, тому заради професійного футболу він перейшов до команди вище класом — «Ружомберок», за яку зразу ж провів три сезони, а в останньому виграв Цорґонь лігу та здобув Кубок Словаччини. А опісля вдалого сезону він спробував свої сили в Бундеслізі, пішовши в оренду до команди — «Ганновер 96», хоча сезон йому не заладився, але Еріку вдалося зарекомендувати себе іншим клубам. За порадою фахівців, він підписав контракт з прогресуючою командою «Кайзерслаутерн», в якій провів три сезони та переміг в 2-й бундеслізі. З 2010 року, цього перспективного форварда можна уже побачити в складі одного з лідерів німецького футболу «Шальке 04».

### Збірна
Ерік Єндрішек дебютував за національну команду 11 жовтня 2008 року у відбірковому матчі супроти збірної Сан-Марино. Учасник фінальної частини 19-го Чемпіонату світу з футболу 2010 в Південно-Африканський Республіці.

## Титули і досягнення
- Чемпіон Словаччини (1):

«Ружомберок»: 2005-06
- Володар Кубка Словаччини (1):

«Ружомберок»: 2005-06
- Найкращий бомбардир Чемпіонату Словаччини (1):

«Ружомберок»: 2005-06